# Илоки, Франсуа
Художник  Франсуа Илоки  (François ILOKI) родился в 1934 году в городе Fort Rousset (ныне Овандо), Республика Конго, умер в 1993 году. Относится к первому поколению художников Школы Пото-Пото.

## Биография
Франсуа Илоки в 1950 году приехал в Браззавиль, где познакомился с   Пьером Лодсом, который набирал учеников на семинар живописи, впоследствии приобретшим международную известность и репутацию как Школа Пото-Пото.  В компании с Николасом Ондонго (Nicolas Ondongo, 1933-1990) Франсуа Илоки стал одним из первых учеников Школы Потто-Пото.
В ходе семинара Пьер Лодс, предоставил Илоки холст, кисти и краски, и предложил изобразить птицу, доверившись творческой интуиции и настроению. Этот опыт, испытанный Илоки было настолько захватывающим и успешным, что Франсуа уже никогда больше не покидали Школу Пото-Пото до самой  смерти в 1993 году.
Илоки показал себя талантливым художником в том числе превосходным колористом. Его работы изобилуют изображениями элементов окружающего ландшафта, птиц и масок. От первых более реалистических работ он все больше уходит в область символизма стилизованных форм. Илоки стал известен далеко за границами Конго и Африки, приобретя известность в Европе и США. Среди известных произведений "Masques" (Маски) "Forêts vierges" (Девственные леса).

## Выставки
С 1955 года Франсуа Илоки принимал участие в многочисленных выставках и других национальных и международных художественных мероприятиях, где получил признание: 
- Победитель выставки искусств в Париже, где он был награждён золотой медалью.
- Представлял Конго на фестивале негритянского (черного) искусства в Алжире в 1970 году.
- В 1991 году Илоки принял участие в большой франко-конголезской экспозиции школы Потто-Пото в Конго (Заир).